# Rinorea lindeniana
Rinorea lindeniana är en violväxtart som först beskrevs av Louis René Tulasne, och fick sitt nu gällande namn av Carl Ernst Otto Kuntze. Rinorea lindeniana ingår i släktet Rinorea och familjen violväxter. Utöver nominatformen finns också underarten R. l. fernandeziana.